# Malans GR
| GR ist das Kürzel für den Kanton Graubünden in der Schweiz. Es wird verwendet, um Verwechslungen mit anderen Einträgen des Namens Malans zu vermeiden. |

Malans ist eine politische Gemeinde im Schweizer Kanton Graubünden. Sie gehört zur Region Landquart und ist eine der vier Gemeinden der Bündner Herrschaft.
Der Trägerverein «Energiestadt» verlieh am 18. November 2013 der Gemeinde Malans das gleichnamige Label. Dieses Auszeichnung dient als Leistungsnachweis für eine engagierte und zukunftsgerichtete Energiepolitik.

## Geographie

Malans mit Landstrasse und Vilan

Die Gemeinde liegt oberhalb der Einmündung der Landquart in den Rhein auf einem Schuttkegel fünf Kilometer südöstlich von Maienfeld. Das Dorf ist von Landquart oder von Jenins her per Auto erreichbar, verfügt jedoch auch über eine Zugverbindung. 
Vom gesamten Gemeindegebiet von 1140 ha sind 482 ha von Wald bedeckt. Weitere 419 ha sind Weiden, Wiesen und Äcker, Gartenanlagen sowie übrige Intensivkultur und übrige humusiert. 91 ha sind Weingärten und 8 ha Gewässer. Der Rest des Gemeindeareals besteht aus 80 ha unproduktiver Fläche und 60 ha sind befestigte Flächen (Strassen und Wege, Bahn, Verkehrsinseln, Trottoir und Gebäude).

## Geschichte

Platzbrunnen Malans

Reformierte Kirche

Luftbild von Werner Friedli von 1949

Im Ruchenberg befindet sich eine bronzezeitliche Siedlung. Malans liegt an historischen Transitrouten des Rheintals und bildete den Ausgangspunkt der Strassen durch die Klus und über den Fadärastein ins Prättigau. Die Kirche St. Cassian stammt ursprünglich aus dem 6. Jahrhundert, sie wurde im 12. Jahrhundert erstmals bezeugt und war ab 1209 im Besitz des Churer Bischofs. Um 840 hiess Malans Villa Mellanze, 956 Malanz. Bereits im frühen Mittelalter war die Siedlung ein Mittelpunkt des Weinbaus. 956 schenkte König Otto I. dem Bischof von Chur Malanser Weinberge. 1275 sind Schuhmacher, 1387 Hopfenanbau und 1393 Maurer in Malans bezeugt. Im Hochmittelalter gehörte das Dorf zur königlichen Grundherrschaft der Burg Wynegg, ab 1437 mit Jenins zur niederen Herrschaft Neu Aspermont. Von 1400 bis 1600 wurde Malans durch den Zuzug von Nordalemannen germanisiert. Etwa gleichzeitig bildeten sich politische Körperschaften wie ein frei wählbarer Rat. Malans war ab 1509 Glied des Hochgerichts Maienfeld. Das Dorf nahm 1525–1526 als eine der ersten Bündner Gemeinden den reformierten Glauben an, Johannes Blasius war der erste evangelische Pfarrer. 1613–1835 war die Gemeinde im Besitz der Tardisbrücke. Im 17. Jahrhundert wurde das Wochenmarktrecht urkundlich erwähnt, dieser Markt wurde auch vom Prättigau aus besucht. Bis ins 19. Jahrhundert wurde es aber aristokratisch beherrscht. Malans forderte 1798 als erste Gemeinde Graubündens den Anschluss an die Helvetische Republik. Im gleichen Jahr wurden die prohelvetischen Zeitungen Der Rhätische Staatsbothe und Der Merkur Hohen-Rhätiens herausgegeben. 1803 wurde die Gemeinde selbstständig. 1840 erfolgte der Bau der Umfahrungsstrasse nach Landquart, und ab 1859 umfuhr die Rheintal-Eisenbahn das Dorf, was 1864 zur Aufgabe des Wochenmarkts führte.

## Wappen
| Wappen von Malans GR | Blasonierung: «In Blau auf goldenem (gelbem) Buchstaben M ein goldenes Kreuz» |
| Wappen von Malans GR |                                                                               |

## Bevölkerung
| Bevölkerungsentwicklung | Bevölkerungsentwicklung | Bevölkerungsentwicklung | Bevölkerungsentwicklung | Bevölkerungsentwicklung | Bevölkerungsentwicklung | Bevölkerungsentwicklung | Bevölkerungsentwicklung | Bevölkerungsentwicklung |      |
| ----------------------- | ----------------------- | ----------------------- | ----------------------- | ----------------------- | ----------------------- | ----------------------- | ----------------------- | ----------------------- | ---- |
| Jahr                    | 1850                    | 1880                    | 1900                    | 1950                    | 2000                    | 2004                    | 2016                    | 2020                    | 2023 |
| Einwohner               | 912                     | 838                     | 873                     | 1345                    | 1908                    | 2083                    | 2310                    | 2462                    | 2527 |

Bis ins Jahr 1900 hatte Malans wenig Bewohner, da das Dorf etwas abseits von Eisenbahn und Hauptstrasse lag. Im 20. Jahrhundert stieg die Bevölkerung dank schöner und nun verkehrsgünstiger Lage an. 

## Wirtschaft
Der Weinbau ist der bedeutendste Wirtschaftszweig in Malans, doch gibt es heute durch Ansiedlung von Industrie und zahlreichen Dienstleistungsbetrieben andere Berufssparten.
Im Jahr 2018 wurde zur Förderung der Walnussproduktion im Einzugsgebiet die Genossenschaft Walnusskompetenzzentrum gegründet, welche auch durch die öffentliche Hand unterstützt wurde.

### Weinbau

Weinreben mit Blick auf das Dorf Malans

Im Dorf Malans gibt es etwa 20 Weinbaubetriebe, die zur regionalen Weinkultur beitragen. Besonders bemerkenswert ist die Weissweinsorte Completer, die fast ausschliesslich in Malans angebaut wird.

### Tourismus
Auf dem Gemeindegebiet von Malans liegen die Ruinen der Burgen von Wynegg und Klingenhorn sowie die Rohanschanze.
Bekanntestes touristisches Unternehmen ist die Älplibahn. Der Weinwanderweg erstreckt sich von Chur bis Fläsch und wird mitten durch Malans geführt. Er kann sowohl zu Fuss als auch mit dem Velo am Stück oder in Etappen erkundet werden und bietet den Wanderern und Radfahrern einen Blick auf zahlreiche verschiedene Weinberge. Der Salisweg ist ein durchgängig markierter Wanderweg, der Malans und Seewis miteinander verbindet. Er wurde dem «Dichtergeneral» Johann Gaudenz von Salis-Seewis gewidmet und lädt dazu ein, die malerische Landschaft und die kulturellen Besonderheiten dieser Region zu entdecken.

## Bildung

Escherhaus Malans, Spielgruppe & Hort & Schulsekretariat Malans

Schulhaus Oberstufe Malans

In der Gemeinde Malans unterrichten an drei Schulstandorten insgesamt rund 31 Lehrpersonen etwa 250 Kinder und Jugendliche. Der Kindergarten und die Primarschule setzen auf das Konzept der Kombiklassen, in denen mehrere Jahrgänge gemeinsam unterrichtet werden. Die Oberstufe organisiert ihren Unterricht entweder nach Leistungsniveau oder jahrgangsübergreifend.

### Schulergänzende Betreuung
Die Gemeinde Malans bietet ein erweitertes Betreuungsangebot für Schulkinder an. Der Hort der Schule Malans befindet sich im Escherhaus. 

## Vereine
In der Gemeinde Malans sind etwa 23 Vereine ansässig, die das Vereinsleben aktiv gestalten. 
Der Unihockeyverein UHC Alligator Malans wurde bereits fünfmal Schweizer Meister (1997, 1999, 2002, 2006 und 2013) und viermal Schweizer Cupsieger (2002, 2006, 2012 und 2015).

## Persönlichkeiten
- Johannes Blasius (1490–1550), Reformator und evangelisch-reformierter Pfarrer in Malans 1526–1530
- Philipp Gallicius (1504–1566), Theologe, Reformator, Kirchenlieddichter und evangelisch-reformierter Pfarrer ab 1536 in Malans
- Ulrich Campell (1510–1582), Theologe, Reformator, Kirchenlieddichter und Pfarrhelfer 1536–1537 in Malans
- Johann Gaudenz von Salis-Seewis (1762–1834), Dichter, Generalstabschef der Helvetischen Republik
- Hanspeter Lebrument (* 1941), Verleger Somedia, wohnt in Malans
- Peter Aliesch (* 1946), Dr. phil. nat., Nationalrat 1983–1991, Regierungsrat 1991–2002, Regierungspräsident 1995 und 2000, wohnt seit 1983 in Malans
- Köbi Gantenbein (* 1956), Journalist, Buchautor, Chefredaktor Hochparterre und Verleger, aufgewachsen in Malans

## Sehenswürdigkeiten
- Älplibahn
- Burg Wynegg
- Burg Klingenhorn
- Rohanschanze
- Reformierte Kirche Malans
- Ehemaliges Haus Guler von Wynegg[11]
- Ehemalige Planta-Häuser[12]
- Haus Pestalozzi[13]
- Haus Studach[14]
- Haus zum Grünen Turm[15]

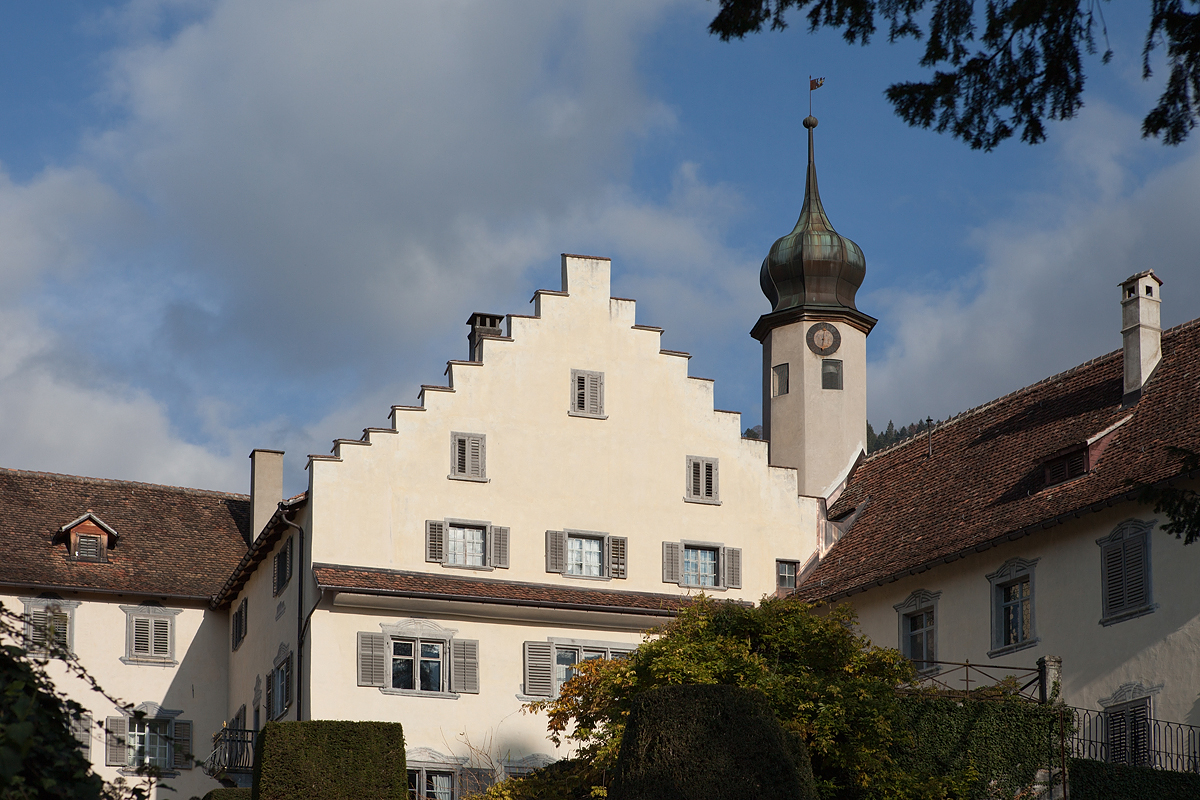
Schloss Bothmar

- Wohnhaus Löwengasse, Architekt: Jon Ritter[16]
- Wohnhaus Wegelin, Architekten: Bearth & Deplazes[17]
- Schloss Bothmar: Während der ersten Hälfte des 16. Jahrhunderts wurde der wohnturmartige Mitteltrakt für die Familie Beeli erbaut, 1575 durch Kapitän Ambrosius Gugelberg von Moos (1547–1591) erworben. Durch Heirat an Gubert von Salis-Maienfeld (1664–1736), Landeshauptmann im Veltlin und Vogt von Maienfeld, übergegangen, der es erweiterte. Sein Sohn Gubert Abraham von Salis (1707–1776) liess zwischen 1716 und 1739 den Südflügel und zwischen 1751 und 1770 den West- und Osttrakt anbauen.[18] Geburtshaus von dessen Enkel, dem «Dichtergeneral» Johann Gaudenz von Salis-Seewis. Im 19. Jahrhundert Erneuerung der Ökonomiebauten hinter dem Herrensitz und zeitgemässe Umgestaltung des Schlossparks mit Barockgarten. Das Eigentum verblieb bei den Grafen von Salis-Seewis, deren Erben das Schloss bis heute besitzen.

## Bilder

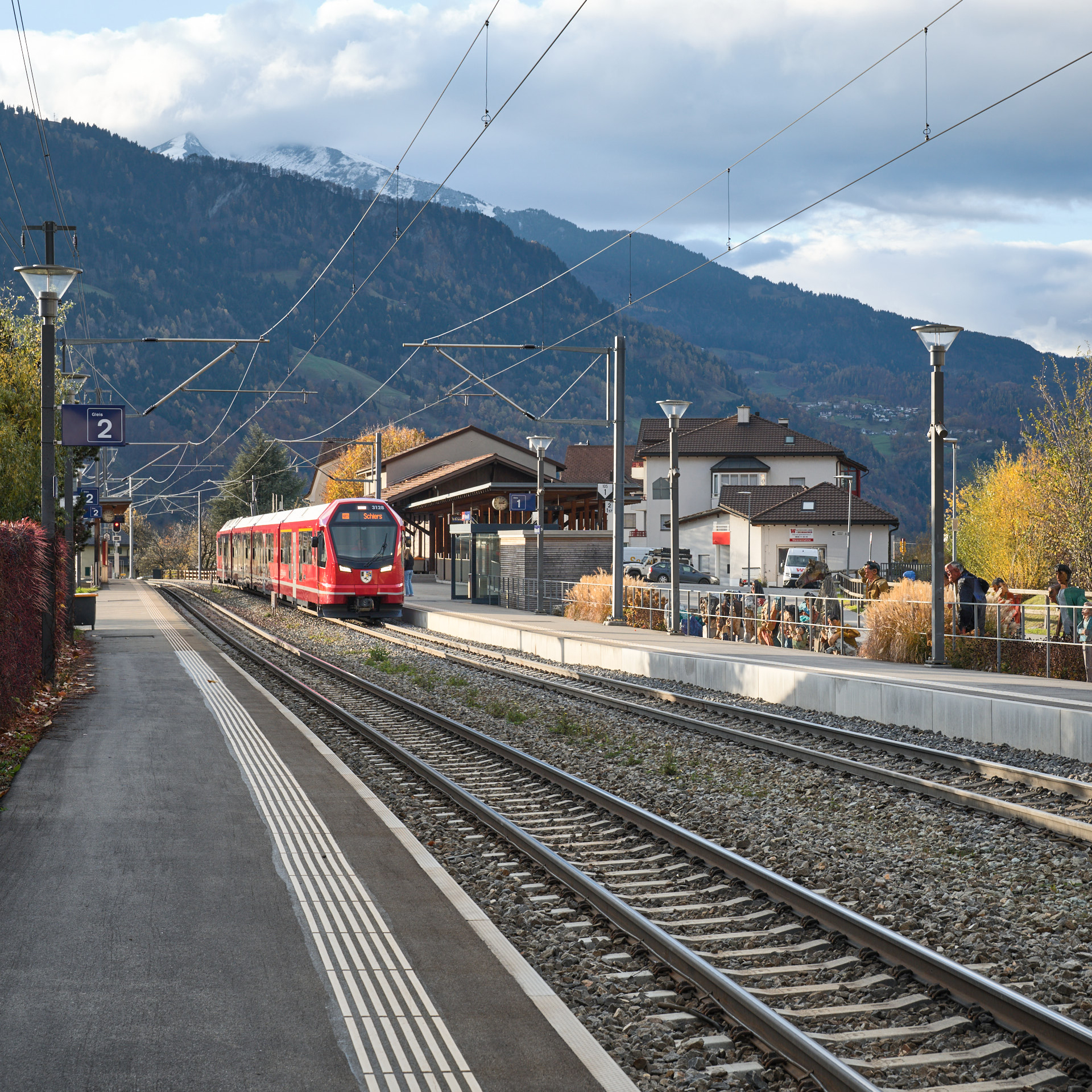
Bahnhof (2022)

Bahnhof (1961)
Bahnhof (1978)